# 쿠퍼 앤드루스
쿠퍼 앤드루스(영어: Cooper Andrews, 1985년 3월 10일 ~ )는 미국의 배우이다.